# Milan Marić (architecte)
Pour les articles homonymes, voir Milan Marić.
Milan Marić (en serbe cyrillique : Милан Марић ; né le 16 décembre 1940 à Novi Sad) est un architecte serbe. Il est membre correspondant de l'Académie serbe des sciences et des arts et membre correspondant de la Section de Novi Sad de l'Académie serbe des sciences et des arts. Représentant d'une architecture moderniste tempérée, il a beaucoup travaillé dans sa ville natale et en Voïvodine.

## Biographie
Né en 1940 à Novi Sad, Milan Marić termine ses études secondaires au lycée Svetozar Marković de sa ville natale puis suit les cours de la Faculté d'architecture de l'université de Belgrade, dont il sort diplômé en 1964 dans la classe du professeur Bogdan Nestorović.
Il a travaillé en tant qu'architecte indépendant de 1964 à 2005 à l'atelier PLAN de Novi de Novi Sad. Il a été un membre actif de plusieurs organisations professionnelles d'architectes à Novi Sad et en Serbie et a collaboré au journal d'architecture DaNS, la publication de l'Association des architectes de Novi Sad (en serbe : Društvo arhitekata Novog Sada) dont il est membre.
En 2009, Milan Marić est devenu membre correspondant de l'Académie serbe des sciences et des arts.

## Projets et réalisations

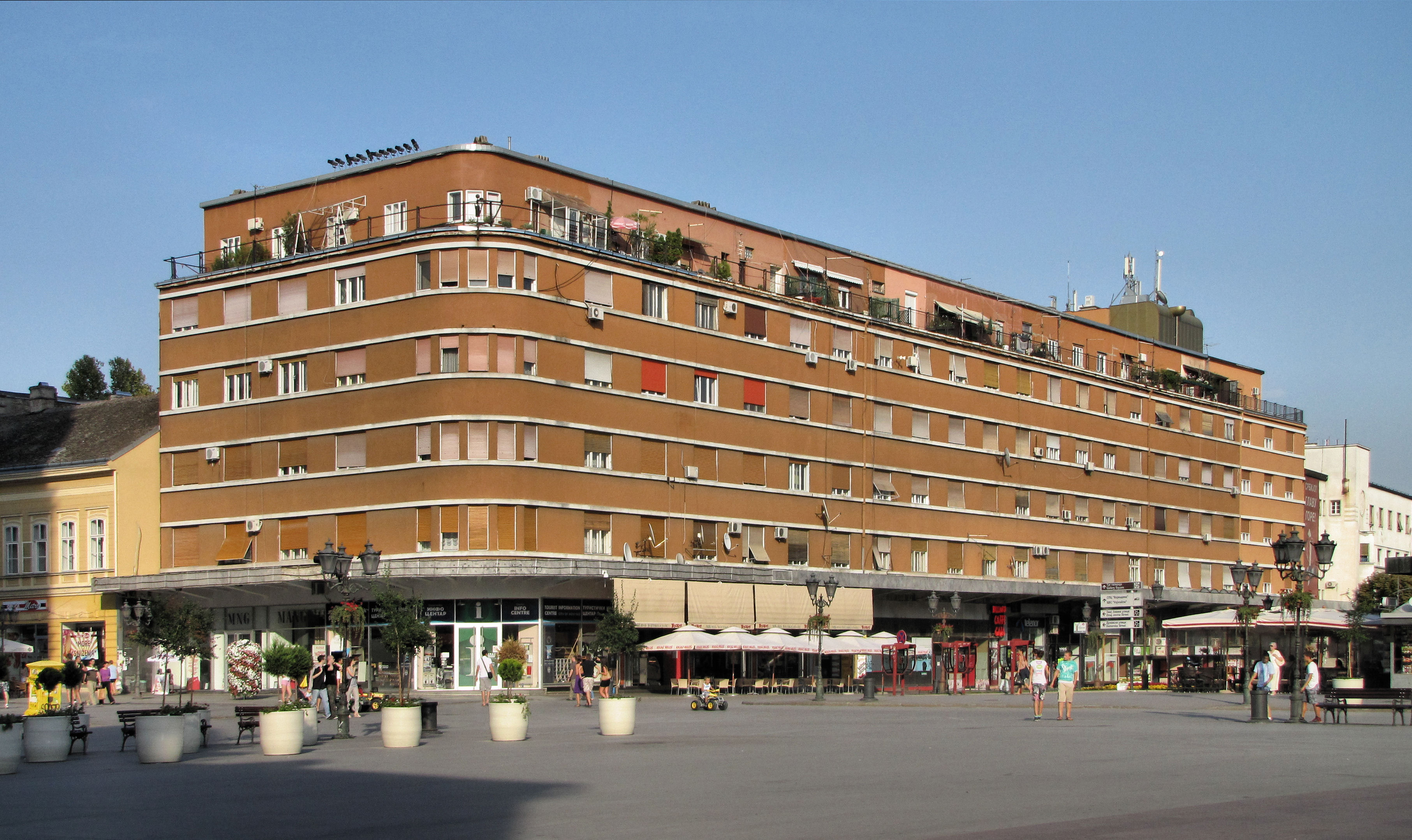
L'hôtel Putnik à Novi Sad

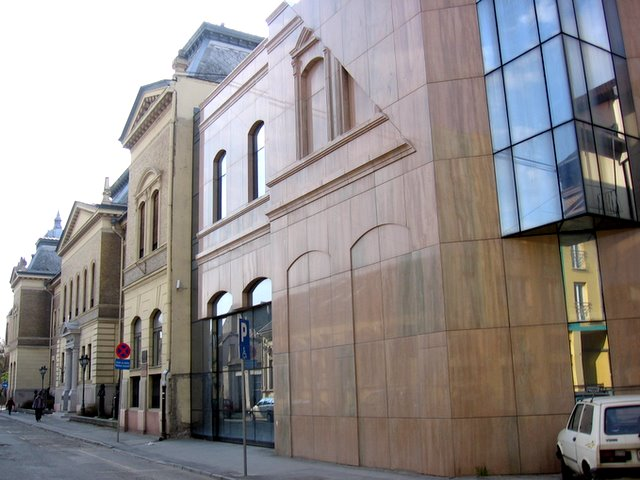
L'extension de la Bibliothèque de la Matica srpska (à droite)

Parmi les projets et réalisations de Milan Marić, on peut citer :
- 1964 : la piscine du Štrand à Novi Sad ;
- 1968 : un immeuble résidentiel sur le Trg Neznanog junaka à Novi Sad (en collaboration avec P. Jankov) ;
- 1969 : le bâtiment du club de tennis Vojvodina à Novi Sad ;
- 1972 : un immeuble résidentiel avec une partie commerciale à Bukovac ;
- 1974 : la Faculté de technologie de l'université de Novi Sad ;
- 1977 : la reconstruction du cinéma Jadran à Novi Sad ;
- 1977 : la conception urbanistique et architecturale d'un ensemble résidentiel à Sremski Karlovci ;
- 1978 : la conception urbanistique et architecturale d'un ensemble résidentiel à Karađorđevo ;
- 1976 : tours résidentielles dans le quartier de Novo naselje à Novi Sad (en collaboration avec D. Mirković et Đ. Grbić) ;
- 1980 : la reconstruction et l'extension de l'hôtel Putnik à Novi Sad ;
- 1983 : une discothèque à Tallinn ;
- 1986 : l'institut de chimie et de géographie de la Faculté de sciences naturelles et de mathématiques (PMF) de Novi Sad ;
- 1998 : un immeuble de bureaux avec les laboratoires de l'Institut du maïs, dans le quartier de Rimski Šančevi à Novi Sad ;
- 1989-1991 : l'extension de la Bibliothèque de la Matica srpska à Novi Sad.